# 湯氏夢角鮟鱇
湯氏夢角鮟鱇，為輻鰭魚綱鮟鱇目棘茄魚亞目夢角鮟鱇科的一種魚類。分布於北太平洋區，從日本、鄂霍次克海至阿拉斯加灣海域，屬深海魚類，棲息深度100-2014公尺，雌魚體長21公分，生活習性不明，不具任何經濟價值。

## 扩展阅读
維基物種上的相關：湯氏夢角鮟鱇